# Авдеев, Михаил Васильевич (Герой Советского Союза)
Михаи́л Васи́льевич Авде́ев (2 [15] сентября 1913, с. Городецк, Чаусский уезд, Могилёвская губерния, Российская империя, — 22 июня 1979, Москва, РСФСР, СССР) — советский лётчик-ас истребительной авиации ВВС ВМФ СССР, Герой Советского Союза (14.06.1942). Генерал-майор авиации (6.04.1957).

## Биография
Родился 15 сентября 1913 года в селе Городецк Могилёвской губернии в семье крестьянина. Белорус.
Окончил 6 классов сельской школы в 1930 году. С 1930 года работал в колхозе в родной деревне. С марта 1932 года жил в Ленинграде, работал плотником на электростанции.

## Начало военной службы
В июле 1932 года был призван в ряды РККА. Учился в Ленинградской военно-теоретической школе лётчиков (окончил в 1933 году), затем — в 11-й школе военных пилотов в Ворошиловграде. По окончании училища распределён на службу в ВВС ВМФ СССР.
С 1934 года служил на Черноморском флоте в качестве пилота 24-й авиационной эскадрильи, в мае 1937 года стал младшим лётчиком. В 1938 году вступил в ВКП(б). С апреля 1938 года Михаил Авдеев служил в 1-й авиационной эскадрилье ВВС Черноморского флота (Евпатория): командир звена, с июля 1939 — начальник химической службы эскадрильи, с ноября 1939 — вновь командир звена, с апреля 1940 года — начальник штаба эскадрильи. С августа 1940 года служил в 32-м истребительном авиаполку ВВС Черноморского флота командиром звена, а с февраля 1941 года — заместителем командира эскадрильи.

## Участие в Великой Отечественной войне
С июня 1941 года принимал участие в боях Великой Отечественной войны в том же полку. В первые месяцы войны полк базировался на аэродромах Евпатория и Бельбек и вёл боевую работу по противовоздушной обороне объектов на территории Крыма. В его рядах на истребителе Як-1 Михаил Авдеев открыл свой боевой счет, сбив 24 сентября в одном бою сразу 2 истребителя Ме-109, а на следующий день — ещё один. 
С ноября 1941 года воевал в 8-м истребительном авиаполку ВВС флота, который в апреле 1942 года был переименован в 6-й гвардейский истребительный авиационный полк ВВС ВМФ. Воевал заместителем командира эскадрильи, а с января 1942 года командовал эскадрильей. Участвовал в обороне Севастополя с первого до последнего дня, базируясь на аэродром Херсонес в осаждённом городе.
К июню 1942 года Михаил Авдеев выполнил более 300 боевых вылетов, в 63 воздушных боях сбил 5 самолётов противника лично и 3 в паре, а также нанёс значительный урон войскам противника штурмовыми ударами.
Указом Президиума Верховного Совета СССР «О присвоении звания Героя Советского Союза начальствующему составу Военно-морского флота» от 14 июня 1942 года за «образцовое выполнение боевых заданий командования на фронте борьбы с немецкими захватчиками и проявленные при этом отвагу и геройство» удостоен звания Героя Советского Союза с вручением ордена Ленина и медали «Золотая Звезда» (№ 858).
В июле 1942 года был назначен на должность заместителя командира 6-го гвардейского истребительного авиаполка, с марта 1943 года исполнял должность помощника командира полка по лётной подготовке и воздушному бою. С апреля 1943 по ноябрь 1944 года командовал 6-м гвардейским Севастопольским дважды Краснознамённым истребительным авиационным полком. Принимал участие в обороне Одессы, Севастополя, Кавказа, в сражениях за Новороссийск, в Новороссийско-Таманской, Крымской, Одесской, Ясско-Кишиневской наступательных операциях. За время войны Михаил Авдеев, в начале 1944 года переобучившийся вместе со всем своим полком с истребителей Як-1 на Як-9, совершил более 500 боевых вылетов, провёл 141 воздушный бой, сбив лично 12 самолётов противника и 6 в группе.
- Михаил Авдеев с американскими союзниками

## Послевоенная служба
В 1945 году закончил Высшие академические курсы офицерского состава ВВС и ПВО при Военно-морской академии имени К. Е. Ворошилова. Испытывал многие типы реактивных самолётов. В 1949 году окончил Высшую военную академию имени К. Е. Ворошилова.
С мая 1945 по март 1947 года служил командиром 6-й истребительной авиационной дивизии ВВС Северного флота, с апреля 1949 по апрель 1950 года — командиром 92-й смешанной авиационной дивизии ВВС 4-го ВМФ на Балтийском море, а с апреля 1950 по май 1951 года — командиром 601-й штурмовой авиационной дивизии.
С мая 1951 по ноябрь 1953 года Михаил Авдеев служил заместителем начальника по лётной подготовке Высших офицерских лётно-тактических курсов авиации ВМФ в Риге, с ноября 1953 по март 1956 года — помощником начальника управления ВВС 8-го ВМФ, с марта 1956 по сентябрь 1958 года — командиром 9-го истребительного авиационного корпуса ВВС Балтийского флота (штаб корпуса базировался в Таллине), с сентября по ноябрь 1958 года — 1-м заместителем командующего 42-й воздушной армией истребительной авиации Бакинского округа ПВО, с ноября 1958 по апрель 1960 года — заместителем начальника авиации Бакинского округа ПВО, с июля 1960 по август 1961 года — начальником авиации 8-й отдельной армии ПВО (штаб в г. Киев) и с декабря 1961 по март 1964 года — заместителем командующего ВВС Северо-Кавказского военного округа — начальником отдела боевой подготовки и высших учебных заведений.

## В отставке
В марте 1964 года генерал-майор авиации Михаил Авдеев уволен в запас по болезни. Жил в Москве. Умер 22 июня 1979 года. Похоронен на Кунцевском кладбище (участок 9-3).
Автор мемуаров под названием «У самого Чёрного моря». Они повествуют о героической службе советских летчиков в период войны, начиная с обороны Одессы и Севастополя, и заканчивая освобождением стран Восточной Европы. Мемуары вышли в трех частях (соответственно, в 1968, 1970 и в 1975 годах).

## Награды и звания
- Медаль «Золотая Звезда» № 858 Героя Советского Союза (14.06.1942)
- Орден Ленина № 8862 (14.06.1942)
- Шесть орденов Красного Знамени (8.12.1941, 18.02.1942, 24.04.1943, 27.09.1944, 3.11.1953, 22.02.1955)
- Орден Суворова III степени (22.01.1944)
- Два ордена Красной Звезды (6.11.1947, 29.04.1954)
- Медаль «За боевые заслуги» (3.11.1944)
- Медаль «За оборону Севастополя»
- Медаль «За оборону Кавказа»
- Другие медали СССР
- Военно-морской крест (США, 1943)[12]
- Военный лётчик 1-го класса (1952)

## Воинские звания
- лейтенант (24.05.1937)
- старший лейтенант (20.11.1939)
- капитан (7.12.1941)
- майор (19.11.1942)
- подполковник (26.04.1943)
- полковник (10.09.1944)
- генерал-майор авиации (6.04.1957)

## Память
- В Севастополе установлен бюст.
- «Школа №153 имени Героя Советского Союза Авдеева М.В.» городского округа Самара.